# William McGonagall
Pour les articles homonymes, voir McGonagall.
William Topaz McGonagall (1825 - 29 septembre 1902) était un tisserand, acteur et poète écossais. Il est connu, de manière comique, pour être le pire poète de langue anglaise.

## Biographie et style littéraire

### Une vocation tardive
Né à Édimbourg, d'origine irlandaise, McGonagall était tisserand à Dundee lorsqu'un événement changea le cours de sa vie. Comme il l'écrivit plus tard :

« L'incident le plus étonnant de ma vie fut le moment où je découvris que j'étais un poète, ce qui est arrivé durant l'année 1877. »

C'est dans cette disposition d'esprit nouvelle que McGonagall composa son premier poème, An Address to the Rev. George Gilfillan, qui possédait toutes les caractéristiques retrouvées dans les œuvres ultérieures de poète. Après avoir lu le poème, le révérend George Gilfillan commenta :

« Shakespeare n'a jamais rien écrit de pareil. »

McGonagall a depuis été largement célébré comme le pire poète de l'histoire littéraire britannique,.

### Un style unique

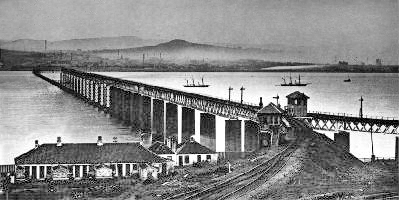
Le pont sur la Tay après l'accident ; la portion écroulée est à gauche de l'image.

Les principales critiques formulées à l'encontre de son style sont une inaptitude totale à la métaphore poétique, doublée d'une incapacité à scander correctement. Sous la plume d'artistes moindres, ces défauts engendreraient des vers mornes, peu inspirants. La renommée de McGonagall est ainsi issue du comique involontaire généré par sa poésie. Les rythmes inappropriés, le vocabulaire faible, et les images non pertinentes se combinent pour former la poésie comique la plus spontanée et amusante de la langue anglaise.
Des près de 200 poèmes écrits par McGonagall, le plus célèbre est sans doute The Tay Bridge Disaster (en) (le Désastre du Pont sur la Tay), qui narre les évènements du 28 décembre 1879 où, durant une forte tempête, le pont ferroviaire franchissant la rivière Tay, près de Dundee, s'est effondré alors qu'un train de voyageurs l'empruntait.
 Beautiful Railway Bridge of the Silv'ry Tay!
 Alas! I am very sorry to say
 That ninety lives have been taken away
 On the last Sabbath day of 1879,
 Which will be remember'd for a very long time.
Traduction indicative :
Beau Pont de Chemin de Fer sur la Tay Argentée !
Hélas ! Je suis bien triste de dire
Que quatre-vingt-dix vies ont été ravies
Le dernier Sabbath de 1879,
Dont nous nous rappellerons encore très longtemps.
Un commentateur a remarqué que :

« Un poète moindre (il est à noter que le poète allemand Theodor Fontane a lui aussi écrit un poème sur cet évènement) aurait pensé qu'écrire un poème sur le désastre du pont sur la Tay était une bonne idée. Un poète moindre aurait tenté de refléter le choc de la population de Dundee. Mais seul un véritable maître aurait pu écrire un couplet pareil :
And the cry rang out all round the town,
Good heavens ! The Tay Bridge has blown down. »

« McGonagall avait écrit plus tôt un poème en honneur du pont : The Railway Bridge of Silvery Tay (le Pont de Chemin de Fer sur la Tay Argentée) « With your numerous arches and pillars in so grand array ». Une fois le pont de remplacement construit, sans la moindre ironie, il entreprit de composer une ode au nouvel ouvrage, An Address to the New Tay Bridge (Au Nouveau Pont sur la Tay), « Strong enough all windy storms to defy » »

« Il avait également mené une campagne vigoureuse contre l'intempérance, apparaissant dans les pubs et les bars pour lire des poèmes et des discours édifiants. Ceux-ci étaient très populaires, le peuple de Dundee reconnaissant peut-être par là que McGonagall était « si incroyablement mauvais qu'il accédait involontairement au génie. » »

— Stephen Pile, The Book of Heroic Failures

### Poète et acteur

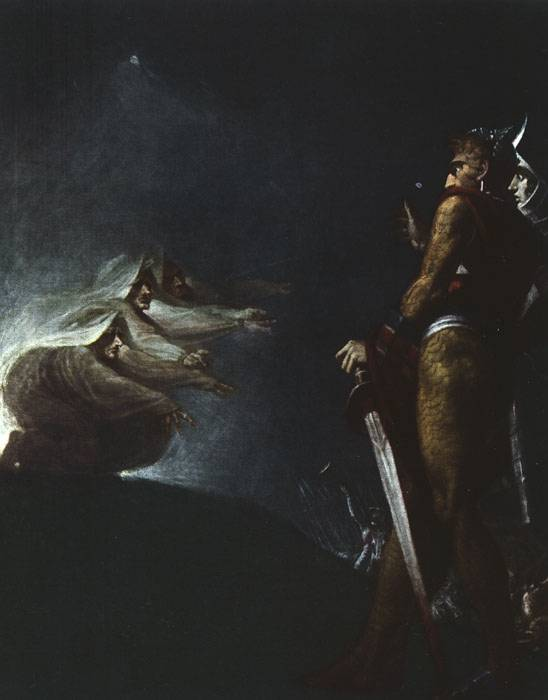
Macbeth consultant les sorcières.

La « chasse au poète » devint alors un passe-temps populaire à Dundee, mais McGonagall semble ne jamais s'être rendu compte de la réputation de ses poèmes, même lorsque son audience lui lançait des œufs et des légumes. Il est toutefois possible qu'il ait été plus malin qu'il n'est généralement cru, et ait joué le jeu de son audience, faisant ainsi de ses soirées littéraires une première forme de one man show.
McGonagall se considérait également comme un acteur, bien que le théâtre où il jouait, Mr Giles' Theatre, ne l'ait laissé jouer le rôle principal de Macbeth qu'après lui avoir monnayé le privilège. Cette précaution se révéla toutefois inutile, le théâtre étant rempli des amis et compagnons de travail de l'artiste, avides d'assister à l’amusante catastrophe qu’ils prévoyaient - à raison. 
En effet, en décembre 1858, alors qu'il joue au théâtre royal de Dundee, McGonagall refuse de jouer la mort de son personnage, concluant la pièce. McGonagall, croyant que l'acteur jouant Macduff (en) souhaite gâcher le combat en lui demandant de s'arrêter, continue de jouer tout en esquivant les attaques de l'autre acteur et en refusant de mourir. La pièce se termine, selon une édition de 1872 de The People's Journal (en), par Macduff s'emparant de McGonagall pour lui attacher les pieds.

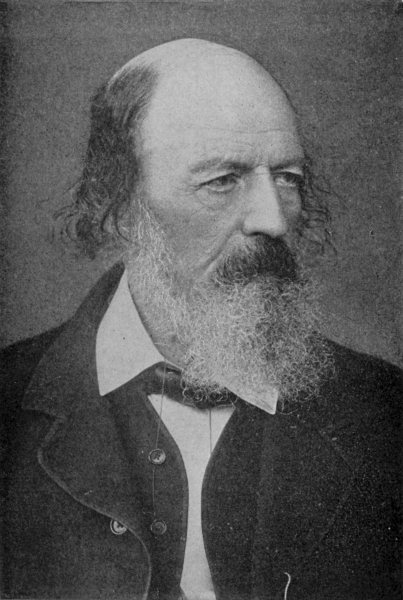
Alfred Tennyson

En 1892, après la mort de Tennyson, McGonagall fit à pied les cent kilomètres de terrain montagneux séparant Dundee du château de Balmoral, où il arriva « trempé jusqu'aux os » en raison d'orages violents, pour demander à la reine Victoria s'il pouvait espérer le poste de Poète lauréat. Malheureusement, il fut informé que la reine n'était pas présente, et il retourna chez lui.
William McGonagall est mort en 1902 ; il est enterré au cimetière de Greyfriars Kirkyard à Édimbourg. Une stèle à sa mémoire dévoilée en 1999 porte l'épitaphe suivante :
William McGonagall

Poet and Tragedian
« I am your gracious Majesty

ever faithful to Thee,

William McGonagall, the Poor Poet,

That lives in Dundee. »
Traduction indicative :
William McGonagall
Poète et Tragédien
« Je vous suis, gracieuse Majesté, 
Toujours fidèle, 
William McGonagall, le Pauvre Poète,
Qui habite à Dundee. »

## McGonagall dans la culture populaire
- Dans l'émission télévisée The Goon Show, un personnage appelé McGoonagall (jeu de mots avec goon, qui désigne en argot un criminel peu doué) est interprété par Spike Milligan et Peter Sellers. À l'occasion, Milligan lit d'ailleurs des vers de McGonagall.
- Le poème The Famous Tay Whale fut mis en musique par Mátyás Seiber pour le deuxième Festival de Musique d'Hoffnung en 1958. L'orchestration exige, en sus d'un narrateur (Edith Evans lors de la première) et d'un orchestre symphonique, une corne de brume et une machine à expresso.
- Un film de 1974 appelé The Great McGonagall[12] reprenait le personnage créé par Spike Milligan ; Peters Sellers jouait le rôle de la reine Victoria. L'aventure a été poursuivie par la suite avec un roman pastiche intitulé William McGonagall — the Truth at Last, coécrit avec Jack Hobbs.
- Dans le Muppet Show, un personnage nommé Angus McGonagle, the Argyle Gargoyle apparaissait dans un épisode où il « gargouillait du Gershwin. »
- Chez Terry Pratchett, un gonnagle est une sorte de très mauvais barde du peuple Nac Mac Feegle.
- Dans la saga Harry Potter, le nom du professeur Minerva McGonagall vient de l'envie de J.K. Rowling de faire d'une femme aussi brillante une descendante de William McGonagall[13].